# Atelopus erythropus
Atelopus erythropus es una especie de anfibios de la familia Bufonidae.
Es endémica de Perú.
Su hábitat natural incluye montanos secos y ríos.